# Грабенштетен
Грабенштетен (њем. Grabenstetten) општина је у њемачкој савезној држави Баден-Виртемберг. Једно је од 26 општинских средишта округа Ројтлинген. Према процјени из 2010. у општини је живјело 1.577 становника. Посједује регионалну шифру (AGS) 8415028.

## Географски и демографски подаци
Грабенштетен се налази у савезној држави Баден-Виртемберг у округу Ројтлинген. Општина се налази на надморској висини од 688 метара. Површина општине износи 14,5 km². У самом мјесту је, према процјени из 2010. године, живјело 1.577 становника. Просјечна густина становништва износи 109 становника/km².